# Adoxoideae
Adoxoideae, potporodica moškovičevki kojoj pripadaju dva tribusa sa 22 vrste, od kojih su najznačajniji bazga i udikovina.

## Rodovi
1. Tribus Sambuceae A. Rich. ex Duby
  1. Sambucus L. (19 spp.)
2. Tribus Adoxeae Dumort.
  1. Sinadoxa C. Y. Wu, Z. L. Wu & R. F. Huang (1 sp.)
  2. Tetradoxa C. Y. Wu (1 sp.)
  3. Adoxa L. (1 sp.)